# Grigore Tarchaneiotes
Grigore Tarchaneiotes (în limba greacă: Γρηγόριος Ταρχανειώτης}}, în limba italiană: Gregorio Tracanioto sau Tracamoto) a fost un protospatharius bizantin și catepan de Italia între anii 998 și 1006. În decembrie 999 și apoi în 2 februarie 1002, a reinstituit și confirmat posesiunile abației și călugărilor din Monte Cassino, în regiunea Ascoli Piceno. În 1004, a fortificat și extins castelul de la Dragonara, construind trei turnuri circulare și unul pătrat. De asemenea, e întărit Lucera.